# Fabiana Simões
Fabiana da Silva Simões, mais conhecida com Fabi Simões ou Fabiana Baiana (Salvador, 4 de agosto de 1989), é uma futebolista brasileira que atua como lateral-direita. Atualmente, joga pelo Flamengo e defende a Seleção Brasileira de Futebol Feminino desde novembro de 2006.
Fabiana estava no grupo que ganhou medalha de prata na Olimpíada de Pequim em 2008 e ouro nos Jogos Pan-Americanos de Toronto, em 2015. Também disputou a Copa do Mundo de Futebol Feminino de 2011, na Alemanha, os Jogos Olímpicos de Londres em 2012, a Copa do Mundo de 2015, no Canadá, e os Jogos Olímpicos do Brasil em 2016. Foi convocada para a Copa do Mundo de 2019 por Vadão, mas sofreu uma lesão muscular nas vésperas da competição e precisou ser cortada.

## Carreira
A jogadora começou a carreira nas escolinhas do Bahia, participando dos treinos dos meninos. Em dezembro de 2005, foi vista por um olheiro que disse que a levaria para um teste Atlético-MG, mas chegando em Belo Horizonte, o plano não deu certo.
Além de não conseguir se tornar atleta do clube, ela teve problemas para ficar na cidade porque era menor de idade e não tinha autorização para ficar hospedada com o agente no hotel, mesmo com a procuração da mãe. Os dois foram parar no Juizado de Menores, e a garota explicou aos prantos que estava na cidade para tentar realizar o sonho de ser futebolista. Acabou sendo convidada para morar na casa da própria juíza.
Cerca de 20 dias depois, em janeiro de 2006, o agente tornou a ligar dizendo que ela poderia fazer um teste em um time do Rio de Janeiro, o América. Ela decidiu tentar e foi aprovada no teste, além de ter sido muito elogiada pelo técnico Luiz Claudio. Semanas depois de entrar no clube, foi convocada pela Seleção Brasileira Sub-20 pela primeira vez.
Pela Seleção Sub-20, venceu o Campeonato Sul-Americano Sub-20 e participou do Mundial da categoria em 2006, quando o Brasil terminou em terceiro lugar. Na ocasião, Fabiana marcou dois gols e teve boas atuações, chamando a atenção da comissão técnica da Seleção Brasileira principal. No final daquele ano, foi convocada para o Campeonato Sul-Americano e fez sua estreia no dia 13 de novembro, no jogo entre Brasil e Peru.
Depois de uma rápida passagem pelo Duque de Caxias em 2007, ela foi contratada pelo Sporting de Huelva, na Espanha. Em 2008, defendeu o Corinthians, e no final daquele ano foi selecionada pelo Boston Breakers no Draft da Women's Professional Soccer. Na época, o técnico do Boston, Tony DiCicco, descreveu a jogadora como "muito rápida e se encaixa naquele molde da brasileira veloz com muito talento".
Uma lesão no ligamento que a atormentava desde a época do Corinthians deixou a jogadora fora dos jogos do Boston Breakers por quase toda a temporada de 2009. Por dois jogos, foi emprestada ao Boston Aztec, afiliado dos Breakers na Women's Premier Soccer League (WPSL), como parte da recuperação para retomar o ritmo de jogo.
O Breakers renovou o contrato da atleta para 2010 e ela foi titular em 14 dos 21 jogos que disputou, com direito a um gol contra o Chicago Red Stars. Na temporada seguinte, ela foi para o Santos, mas em agosto já fechou acordo com o extinto clube de futebol feminino WFC Rossiyanka, da Rússia, onde ficou até 2013.
Depois de outra passagem rápida pelo Brasil, desta vez no São José, em janeiro de 2014 a jogadora se transferiu para o Tyresö, da Suécia, onde estava a companheira de seleção Marta. Porém, no dia 9 de abril, a imigração da Suíça negou o visto de trabalho para Fabiana e ela precisou voltar para o Brasil.
Ela então participou do Draft do Campeonato Brasileiro Feminino e foi escolhada pela Associação Desportiva Centro Olímpico, onde jogou até 2016, quando assinou com o Dalian Quanjian F.C. para a disputa da Women's Super League da China. ao lado da companheira de seleção Debinha e Gabi Zanotti. O clube venceu a principal competição feminina da China naquele ano, sendo que Fabiana marcou um gol e deu uma assistência no jogo que garantiu o título.
Em abril de 2017, ela voltou para o Brasil para defender novamente o Corinthians, que na época havia fechado uma vitoriosa parceria com o Audax no futebol feminino. Pouco depois, em julho, o Barcelona anunciou a lateral como reforço para a temporada 2017/18. No clube, ela conquistou a Copa de La Reina.
Em julho de 2018, ela acertou sua transferência para o Wuhan, da China, com um contrato de um ano e meio. A justificativa da jogadora para a saída foi que, além dos valores mais altos oferecidos no mercado chinês, ela gostaria de recuperar o tempo perdido por conta das lesões sofridas na Espanha. Em março de 2019, contudo, ela interrompeu o contrato com o clube chinês e assinou com o Sport Club Internacional. "Pelo dinheiro, hoje em dia eu preferia estar na China, mas pela minha felicidade, prefiro ficar aqui, porque lá eu não estava me sentindo muito feliz nesse clube", disse a jogadora à época da contratação.
Em 16 de maio de 2019, foi convocada para a Copa do Mundo de Futebol Feminino da França. Porém, sofreu uma lesão de grau 1 no músculo semitendinoso da coxa direita durante a preparação da seleção em Portugal e foi cortada, dando lugar a Poliana.
Em 2019, chegou ao Internacional. Fabi se tornou a maior artilheira da história do clube gaúcho, tendo 47 gols marcados em 86 jogos entre 2019 e 2022.
Em janeiro de 2023, retornou ao Santos. Ao final do ano deixou o clube, após 28 jogos e 1 gol marcado.

Em janeiro de 2024, foi anunciada pelo Flamengo.